# 章邯
章 邯（しょう かん、拼音: Zhāng Hán、? - 紀元前205年）は、秦の将軍。雍王。三秦の一人。弟に章平 がいる。

## 経歴
九卿の末席である少府を務めていた。
紀元前209年9月、陳勝・呉広の乱でかつて楚に仕えていた周文（周章）率いる反乱軍が函谷関を突破し、都の咸陽付近まで迫って来た時に、反乱軍の勢いと秦軍の少なさから始皇帝の陵墓で働いていた囚人20万人に武器を与え、これを反乱軍に当てるという策を献じ、自らその軍を率いた。戦功を挙げれば罪が許される囚人たちは決死の兵となり、周文の軍を打ち破り、周文を澠池で自決に追い込んだ。さらに内訌で呉広を殺害した田臧・李帰らを討ち取り、鄧説を破り、斉王田儋と元陳勝配下で魏の武将である周巿を臨済で戦死させ、魏王の魏咎を焼身自害させ、許にいた伍徐も撃破した。
さらに二世皇帝から援軍として送られた司馬欣・董翳と合わせて陳勝の本拠地である陳を攻撃し、紀元前208年には陳の西方で張賀の軍を破り、陳勝を敗走せしめた。その後、反乱軍を率いた項梁に対して章邯は、偽りの敗走を続けて侮らせ、項梁を死地に誘い込み、夜襲をかけて項梁を討ち取った。
その後、趙の反乱軍を攻略する際、最初に邯鄲の都を破壊した。ここに籠られたら攻略に数年を要するからであり、この報を聞いた張耳と陳余は青くなったという。次いで王離・蘇角・渉間に趙歇と張耳の籠る鉅鹿を包囲させた。だが紀元前207年、援軍にやって来た項羽の前に蘇角が戦死し、渉間が自決を遂げ、王離が捕虜となり反乱軍は勢いづき、さらに項羽は章邯軍の前まで一気に進軍し、秦軍は連敗を重ねた。章邯は司馬欣を都に送り皇帝に指示を請うが、逆に宮中の腐敗や趙高によってあらぬ罪を着せられ家族が処刑されたことを知った司馬欣に「功を立てても誅殺され、功を立てなくても誅殺される」と言われ、殷墟で将兵と共に項羽に降伏した。
この際、章邯・司馬欣・董翳の3名を項羽は鷹揚に助命したものの、3名に従った20万の秦兵は数で楚兵を圧倒しており、蜂起による楚軍の被害を憂慮した項羽の指示で、夜襲を受け坑殺された。3名は、後にこのことを知った秦の民から深く恨まれることになった。
楚軍に参加した章邯は秦が滅びると、「秦人の統治は秦人に任せるべき」との助言を范増から受けた項羽により、秦を3つに分割し、章邯を雍王に、司馬欣を塞王に、董翳を翟王に封じた。このことから彼らは「三秦」と呼ばれた。これは漢中の劉邦を監視し、巴蜀の辺境に死ぬまで封じ込める目的であったが、この人事は、万単位の同胞を殺戮されながら三秦はその張本人である楚の名代として舞い戻ってきたとして、秦人の憎悪をかき立てた。
その結果、紀元前206年秋8月に劉邦配下の上将軍韓信の部隊が関中に侵入した際にも、蜀の桟道を復興すると見せかけて、陳倉を暗に渡り（暗渡陳倉）、さらに秦人や、事前に韓信が手配した漢の忍びがこれを内密に手引きし、全く予期せぬ奇襲攻撃を受ける形になった。散関を守備する章邯の弟の章平は姚卬とともに好畤で迎撃して漢将紀信を討ち取るも、結果的に敗れて好畤を包囲され、章平は姚卬とともに逃げ出した。廃丘にいた章邯は籠城して抵抗するが、水攻めに遭いわずかの手勢を率いて桃林に逃れた。翌紀元前205年になると、章邯は韓信の追撃を受けて自害して果てた。弟の章平も捕虜にされた。
その一方では、朱軫が章邯を捕らえた功績で都昌侯になったとあり、自害したという記述と食い違う部分がある。また、林摯は章邯が立てた蜀郡の郡守を討ち取って平棘侯となったとある。
さらに前漢の武帝時期の筆写にかかったとされる出土文献群の『北京大学蔵西漢竹書』中の『趙正書』は、『史記』秦始皇本紀の異伝を採録し、章邯が趙高を殺害したと記述されている。

## 章邯を題材とした作品
- 楚漢名臣列伝（小説、宮城谷昌光、文藝春秋）